# Vrbová Lhota
Vrbová Lhota (německy Wrbowa Lhota, v letech 1939–1945 Weiden Lhota) je obec v okrese Nymburk ve Středočeském kraji. Leží šest kilometrů jihozápadně od Poděbrad. Žije zde 574 obyvatel a katastrální území měří 604 hektarů.
Kulturními památkami jsou v obci především secesní budova školy a kaplička svatého Václava z 19. století.

## Historie
První písemná zmínka o obci pochází z roku 1502. Stejně jako z okolních obcí (Kostelní Lhota, Sadská aj.) utíkali v době pobělohorské (temno) i mnozí nekatoličtí obyvatelé Vrbové Lhoty, a stali se tak exulanty v pruském Slezsku. Prokazatelně jedním z nich byl Jan Kupec († před 1759) s manželkou Kateřinou. Jan Kupec s rodinou patří mezi zakladatele české osady Friedrichův Tábor v pruském Slezsku (nyní Polsko). Více informací lze zjistit v publikacích Edity Štěříkové. Pobělohorské exulanty ze všech končin světa sdružuje Exulant.
Ve vsi Vrbová Lhota (528 obyvatel) byly v roce 1932 evidovány tyto živnosti a obchody: 2 hostince, kovář, pokrývač, 4 rolníci, řezník, 2 obchody se smíšeným zbožím, spořitelní a záložní spolek pro obec Vrbovou Lhotu, trafika.

## Obyvatelstvo
| Rok            | 1869 | 1880 | 1890 | 1900 | 1910 | 1921 | 1930 | 1950 | 1961 | 1970 | 1980 | 1991 | 2001 | 2011 | 2021 |
| -------------- | ---- | ---- | ---- | ---- | ---- | ---- | ---- | ---- | ---- | ---- | ---- | ---- | ---- | ---- | ---- |
| Počet obyvatel | 341  | 399  | 392  | 477  | 547  | 528  | 522  | 476  | 442  | 435  | 391  | 353  | 369  | 455  | 543  |
| Počet domů     | 39   | 49   | 51   | 82   | 95   | 95   | 110  | 132  | 130  | 124  | 124  | 143  | 156  | 190  | 223  |

## Obecní správa

### Územněsprávní začlenění
Dějiny územněsprávního začleňování zahrnují období od roku 1850 do současnosti. V chronologickém přehledu je uvedena územně administrativní příslušnost obce v roce, kdy ke změně došlo:
- 1850 země česká, kraj Jičín, politický okres Poděbrady, soudní okres Městec Králové[8]
- 1855 země česká, kraj Jičín, soudní okres Městec Králové
- 1868 země česká, politický okres Poděbrady, soudní okres Městec Králové
- 1939 země česká, Oberlandrat Kolín, politický okres Poděbrady, soudní okres Městec Králové[9]
- 1942 země česká, Oberlandrat Hradec Králové, politický okres Nymburk, soudní okres Městec Králové[10]
- 1945 země česká, správní okres Poděbrady, soudní okres Městec Králové[11]
- 1949 Pražský kraj, okres Poděbrady[12]
- 1960 Středočeský kraj, okres Nymburk
- 1996 Středočeský kraj, okres Kolín[13]
- 2003 Středočeský kraj, okres Kolín, obec s rozšířenou působností Poděbrady
- 2007 Středočeský kraj, okres Nymburk, obec s rozšířenou působností Poděbrady[14]

### Obecní symboly
Znak a vlajka byly obci uděleny rozhodnutím předsedy Poslanecké sněmovny Parlamentu České republiky dne 18. března 2003.

## Doprava
Dopravní síť
- Pozemní komunikace – Obcí prochází silnice II/329 Plaňany - Pečky - Poděbrady - Křinec, okrajem území obce vede dálnice D11 s exitem 35 (Poděbrady-západ).

- Železnice – Železniční trať ani stanice na území obce nejsou.

Veřejná doprava 2011
- Autobusová doprava – V obci měla zastávku autobusová linka Poděbrady-Pečky (v pracovních dny 16 spojů) (dopravce Okresní autobusová doprava Kolín). O víkendu byla obec bez dopravní obsluhy.

## Zkušební okruh
U obce se nachází železniční zkušební okruh Výzkumného ústavu železničního.